# Могилёвский уезд (Подольская губерния)
Могилёвский уе́зд — административная единица в составе Подольской губернии, существовавшая c 1795 года по 1923 года. Центр — город Могилёв-на-Днестре.

## История
Уезд образован в 1795 году в составе Брацлавского наместничества. В 1797 году уезд вошёл в состав Подольской губернии. В 1923 году уезд был расформирован, на его территории образован Могилёв-Подольский район Могилёв-Подольского округа.

## Население
По переписи 1897 года население уезда составляло 227 672 человек, в том числе в городе Могилёв-на-Днестре — 22 315 жит., в заштатном городе Бар — 9982 жит.

### Национальный состав
Национальный состав по переписи 1897 года:
- украинцы (малороссы) — 183 353 чел. (80,5 %),
- евреи — 33 036 чел. (14,5 %),
- русские — 6377 чел. (2,8 %),
- поляки — 4249 чел. (1,9 %),

## Административное деление
В 1913 году в состав уезда входило 14 волостей: 
| - Бронницкая — с. Бронница, - Вендычанская — с. Вендычаны, - Копай-Городская — м. Копай-Город, - Котюжанская — с. Высший Ольчедаев, - Кукавская — с. Кукавка, - Лучинецкая — м. Лучинец, - Марьяновская — с. Марьяновка, | - Озаринецкая — м. Озаринцы, - Сербянская — с. Беляны-Шаргород, - Снитковская — м. Снитков, - Терешковская — с. Терешки, - Хоньковецкая — с. Хоньковцы, - Шаргородская — м. Шаргород, - Ярышевская — м. Ярышев. |